# 鸳鸯茉莉
鸳鸯茉莉（Brunfelsia latifolia），属茄科常绿、半落叶矮灌木（非木樨科素馨属）。它原产于巴西，属于中美洲及南美洲热带植物，植株高约70～150厘米，可长至180厘米。

## 画像

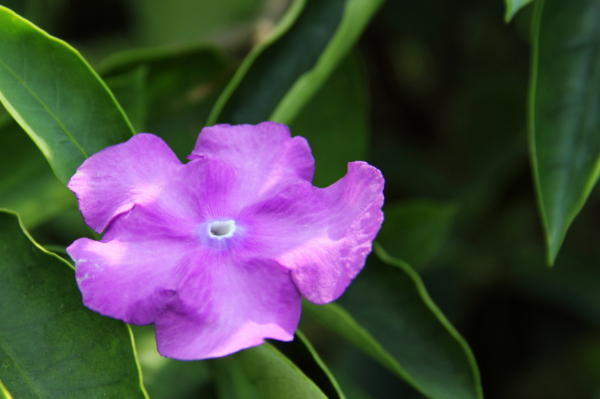
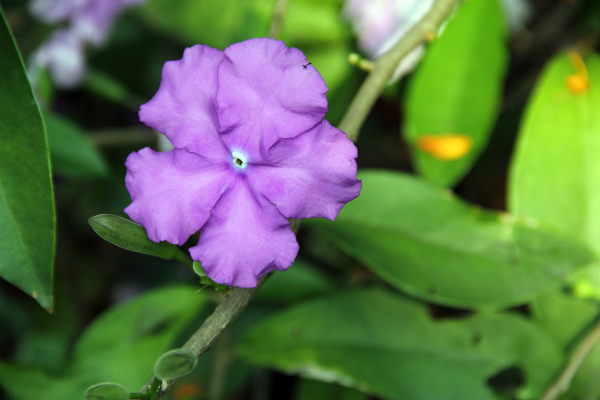
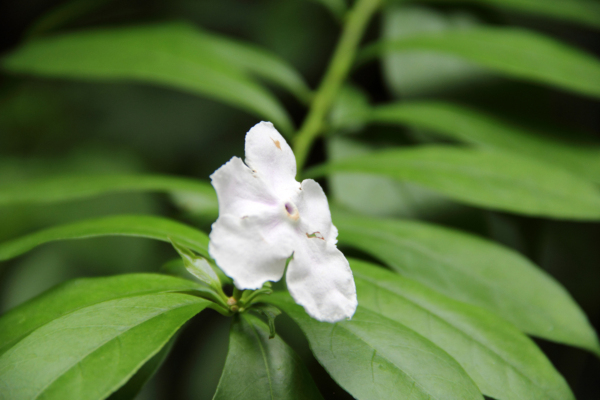
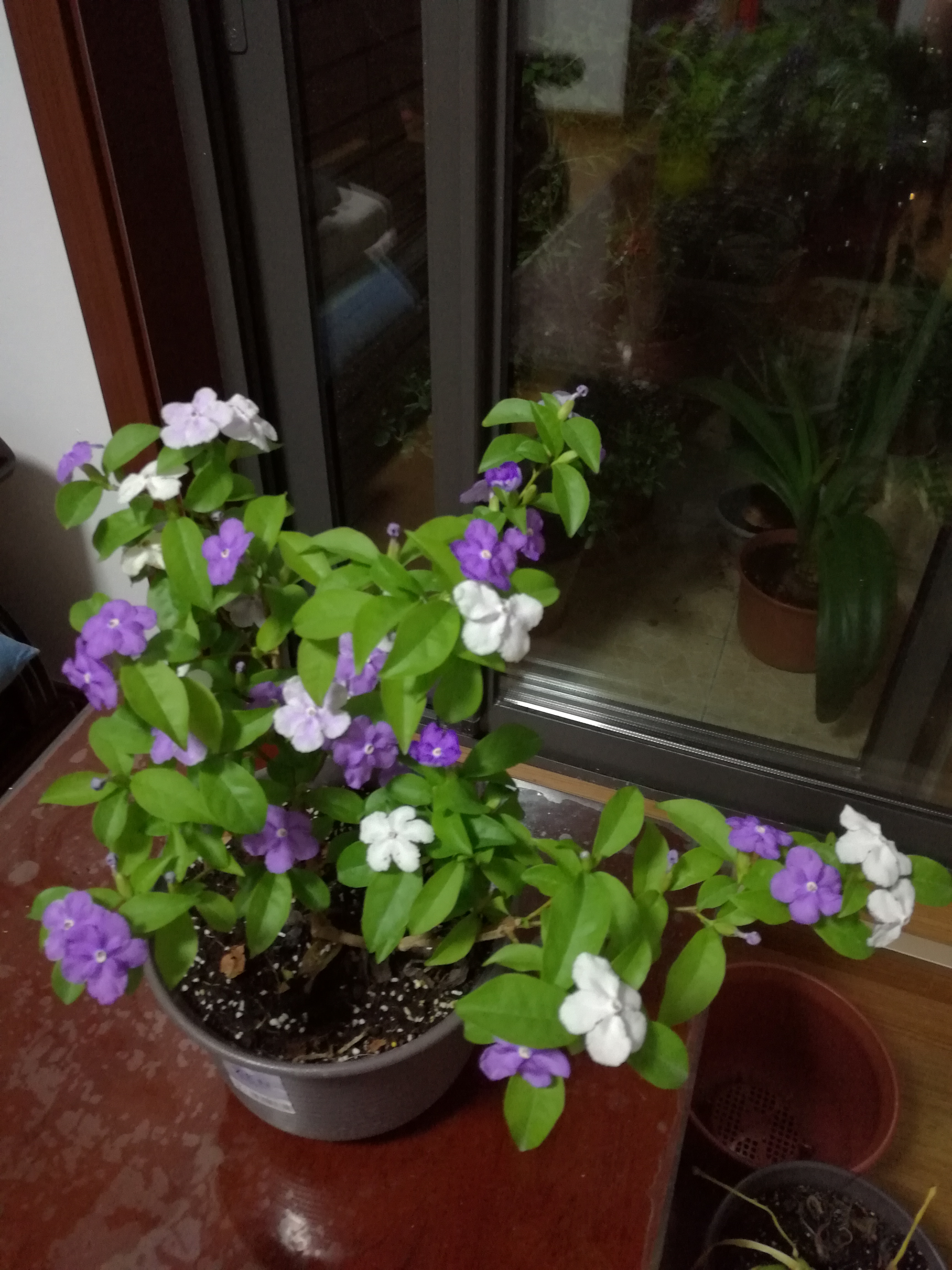